# George Ramsay
George Burrell Ramsay (n. 1 martie 1855, Glasgow, Scoția — d. 7 octombrie 1935, Llandrindod Wells) a fost un jucător și antrenor de fotbal, care a condus echipa Aston Villa în cea mai de succes perioadă a sa.

## Palmares
Aston Villa
- First Division (6): 1893–94, 1895–96, 1896–97, 1898–99, 1899–1900, 1909–10
- FA Cup (6): 1886–87, 1894–95, 1896–97, 1904–05, 1912–13, 1919–20